# Paterník

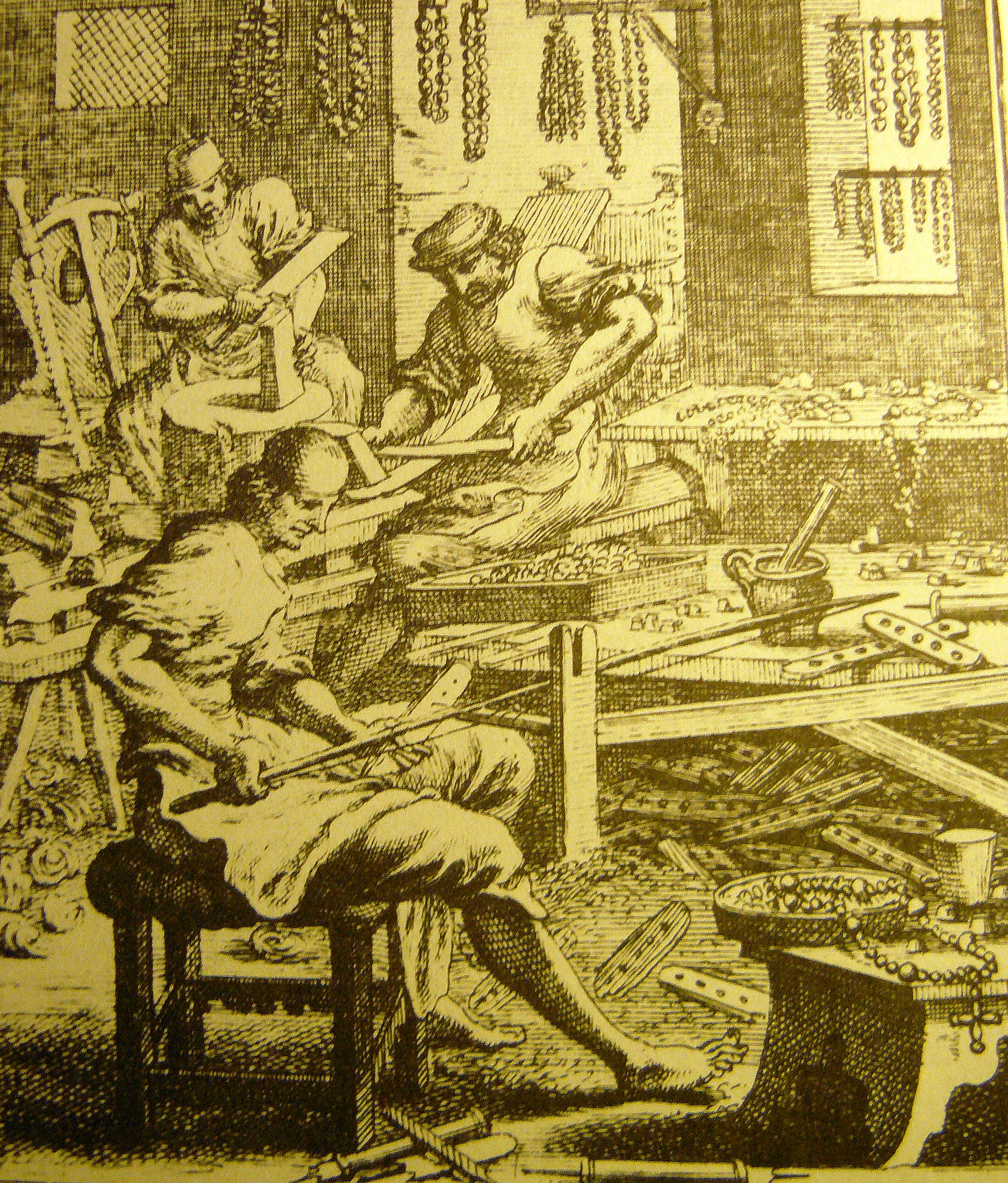
Paterníci v dílně, rok 1698

Paterník byl řemeslník, specializovaný na rukodělnou výrobu růženců neboli páteříků (podle modlitby Otčenáš, latinsky Pater noster). Materiálem byla slonovina, dřevo, perleť nebo rohovina, ale nejčastěji jantar, jemuž byly už v předkřesťanských dobách přisuzovány nadpřirozené schopnosti.
Výroba jantarových růženců je doložena od roku 1085. Největší naleziště jantaru na Sambijském poloostrově ovládal ve středověku Řád německých rytířů: aby si udržel kontrolu nad touto komoditou, zakázal místním obyvatelům její sběr a zpracování a dodával ji dílnám zřízeným v hanzovních městech Bruggy a Lübeck, které vyráběly růžence pro celý křesťanský svět. Dovezený jantar se vzhledem ke kolísavé kvalitě rozděloval mezi řemeslníky losem, paterníci ho pak nařezali na kousky a na ručním soustruhu z něj dělali kulaté perly (točit klikou se muselo opatrně, protože jantar se snadno zahřívá a mohl by se poškodit), které pak navlékali na šňůrky. Počátkem 15. století bylo v Bruggách zaznamenáno sedmdesát paternických mistrů, kteří byli sdruženi do cechu a měli čtyři stovky zaměstnanců. Patronem paterníků byl svatý Vojtěch.
Úpadek této lukrativní živnosti nastal po třináctileté válce, kdy němečtí rytíři ztratili jantarový monopol a paternické dílny vznikly i ve Słupsku, Gdaňsku a dalších městech. Nástup reformace pak znamenal pokles zájmu o růžence v severní Evropě a zpracovatelé jantaru se museli přeorientovat na náročnější výrobu různého ozdobného zboží (figurky, křížky, cigaretové špičky, jantarem vykládaná zrcadla či skříňky).
V němčině se paterník nazýval Paternostermacher nebo Beinsteindreher (brusič jantaru), což se používalo i jako příjmení; jeho nositelem byl např. Hinrik Paternostermaker, vůdce povstání řemeslníků v Lübecku roku 1380.